# New world (たむらぱんの曲)
「new world」（ニュー・ワールド）は、たむらぱんの楽曲。彼女の8枚目のシングルとして2012年5月23日に日本コロムビアから発売された。

## 概要
たむらぱんのメジャーデビュー5周年を記念したシングル。通常版と初回限定生産版の2種リリース。
初回限定生産版には『tamurapan 5th Anniversary DVD』と銘打たれたDVDが付属し、たむらぱん初期の活動から現在までを追ったドキュメンタリー映像と、2012年2月25日にたむらぱんの地元である岐阜県高山市のこくふ交流センターで行われたアコースティックコンサート『Premium Acoustic Concert in HIDA TAKAYAMA』の様子が収録されている。初回限定生産版は、長方形の箱にCDとDVDが横に並べて収められた大型なものとなっている。
たむらぱん本人は「new world」制作中、これがデビュー5周年記念シングルになるとは知らなかったという。たむらぱんにとって「new world」とは「精神の世界」であり、誰でも経験する「新しい環境」をテーマにして作詞したという。
PV監督は、前々作「ラフ」、前作「しんぱい」に続き、島田大介。

## 収録曲
全作詞・作曲・編曲：田村歩美

### CD
1. new world [4:23]
フジテレビ系列『七人の敵がいる! 〜ママたちのPTA奮闘記〜』主題歌
2. ヘニョリータ [3:38]
テレビ神奈川『saku saku』オープニングテーマ
3. とうまわりゃんせ [4:19]

### DVD（初回限定生産版）
『tamurapan 5th Anniversary DVD』
- tamurapan Special Program

1. 飛騨高山凱旋コンサート舞台裏 その1
2. インディーズメモリー
3. メジャーデビュー
4. アートワーク
5. 4th Album mitaina
6. 飛騨高山凱旋コンサート舞台裏 その2

- Premium Acoustic Concert in HIDA TAKAYAMA

1. しんぱい
2. ちゃりんこ
3. ファイト
4. ズンダ
5. ゼロ
6. 白い息
7. 空も飛べるはず（カバー）
8. 関白宣言（カバー）
9. アミリオン
10. ラフ
11. ノック

## 収録アルバム
| 曲名      | 収録アルバム | 発売日         | 備考                  |
| --------- | ------------ | -------------- | --------------------- |
| new world | 『wordwide』 | 2012年10月24日 | 4thオリジナルアルバム |